# Schwerer Wehrmachtschlepper
Lo schwerer Wehrmachtschlepper (sWS) era un veicolo militare tedesco che costituì il tentativo di migliorare la quantità di veicoli semicingolati di tipo medio.

## Caratteristiche
Se nella linea operativa delle forze armate tedesche i veicoli da 1 e 3 tonnellate (Sd.Kfz. 10 e Sd.Kfz. 11) erano considerati abbastanza validi da restare in produzione così come erano, nel campo dei trattori pesanti la questione era complessa. Se il trattore da 8 t (Sd.Kfz. 7) era abbastanza valido da essere lasciato anch'esso in produzione, il veicolo da 5 t (Sd.Kfz. 6) era un mezzo che non soddisfaceva più i requisiti bellici, così venne deciso di eliminarlo e di progettare un veicolo medio che fosse un buon mezzo, ma di tipo più economico perché nel 1941 la macchina da guerra tedesca era in una situazione di sofferenza, mentre le esigenze erano in continuo aumento.
Pensato per essere facile da costruire, il veicolo sWs era costruito con cingoli interamente in acciaio e con un ampio comparto di carico aperto. La funzione tattica del veicolo doveva essere quella di trasportare i rifornimenti fino alle prime linee della fanteria. Teoricamente esistevano notevoli necessità per un veicolo simile, tuttavia sorsero problemi sia di messa a punto sia di produttività delle ditte che avrebbero dovuto costruirlo, dovuti principalmente ai bombardamenti sulle industrie tedesche. Il primo esemplare era previsto per aprile 1943, ma in realtà uscì dalle linee di montaggio solo in dicembre.
La richiesta alle fabbriche era di 7500 veicoli negli anni successivi con una produzione mensile di 150 veicoli, tuttavia al settembre 1944 erano state prodotte solo 381 unità.

## Varianti
Furono costruite due varianti armate del sWS: 15 cm Panzerwerfer 42 (Zehling) auf Schwerer Wermachtschlepper, armato con un Nebelwerfer da 150 mm a 10 canne e 3,7 cm FlaK 43 auf Schwerer Wermachtschlepper, armato con il cannone contraerei 3,7 cm FlaK 43. Entrambi i veicoli erano parzialmente blindati, sia per proteggere l'equipaggio dal tiro nemico sia (nel caso del veicolo che portava il Nebelwerfer) per proteggerlo dalla vampa dei razzi.
Alcuni esemplari del sWs furono usati dall'esercito cecoslovacco dopo la guerra.